# Église Notre-Dame de Trèves
Pour les articles homonymes, voir Église Notre-Dame et Frauenkirche.
L'église Notre-Dame de Trèves (en allemand : Liebfrauenkirche), qui jouxte la cathédrale Saint-Pierre de Trèves, est une église construite entre 1235 et 1260 dans la ville de Trèves, en Allemagne.
Avec la cathédrale de Magdebourg, elle constitue l'un des premiers exemples d'architecture gothique en Allemagne. Son plan est fondé sur la croix grecque, la tour au-dessus du dôme soulignant l'intersection des nefs. Le portail ouest est richement décoré de sculptures et de symboles iconographiques.
L'intérieur recèle de magnifiques fresques du XVe siècle peintes sur douze colonnes et symbolisant les apôtres.
L'église abrite également quelques tombeaux importants, dont celui d'un noble local Karl von Metternich (1636), situé dans le nord-est de la chapelle.
En 1986, l'église a été inscrite sur la liste du patrimoine mondial de l'UNESCO, conjointement avec la cathédrale Saint-Pierre et les monuments romains de Trèves (Porta Nigra, l'amphithéâtre, la basilique de Constantin, les thermes de Barbara, le pont romain, les thermes impériaux et le mausolée d'Igel).

Plan
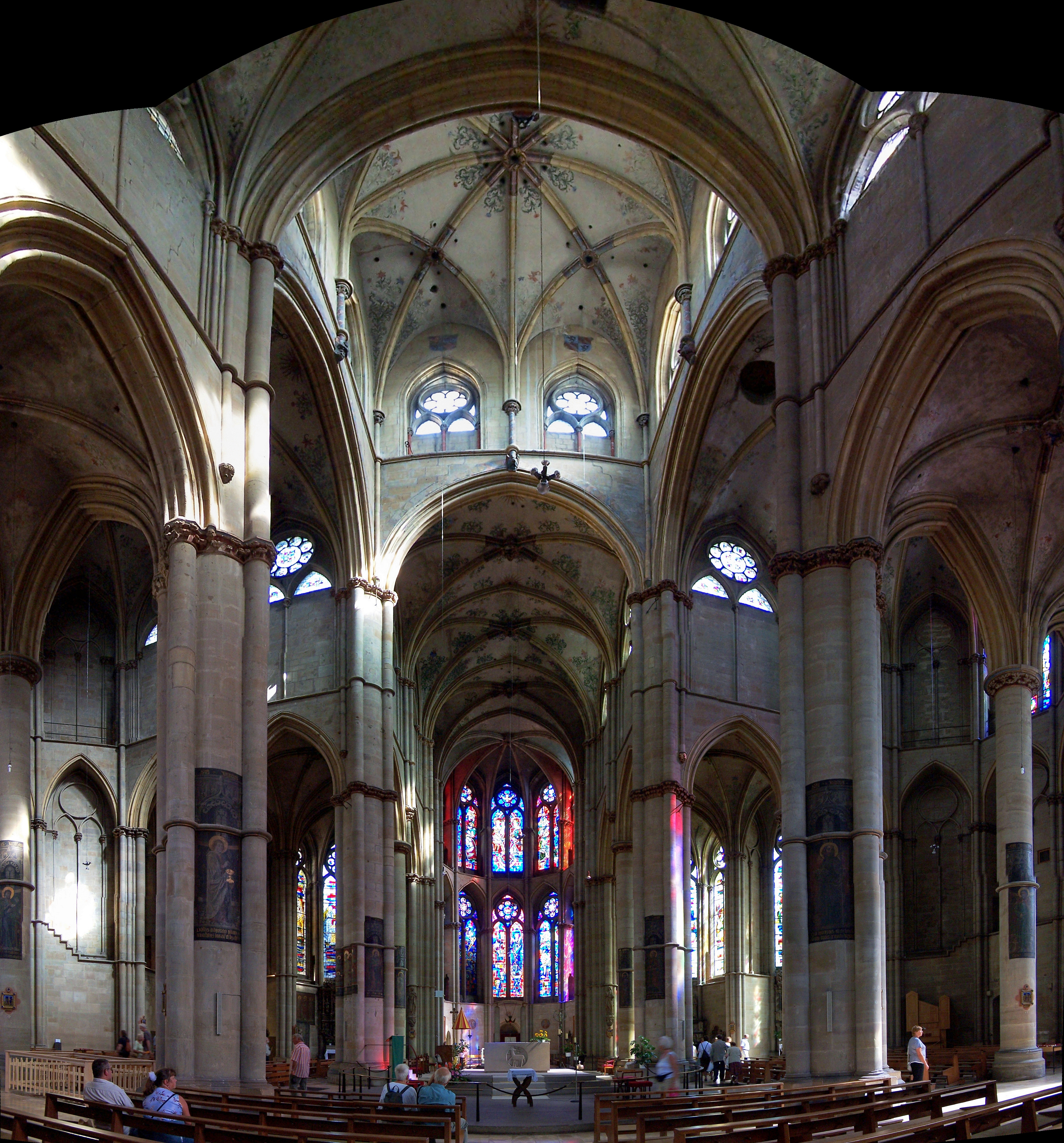
Intérieur de l'église, Vitraux de Jacques Le Chevallier
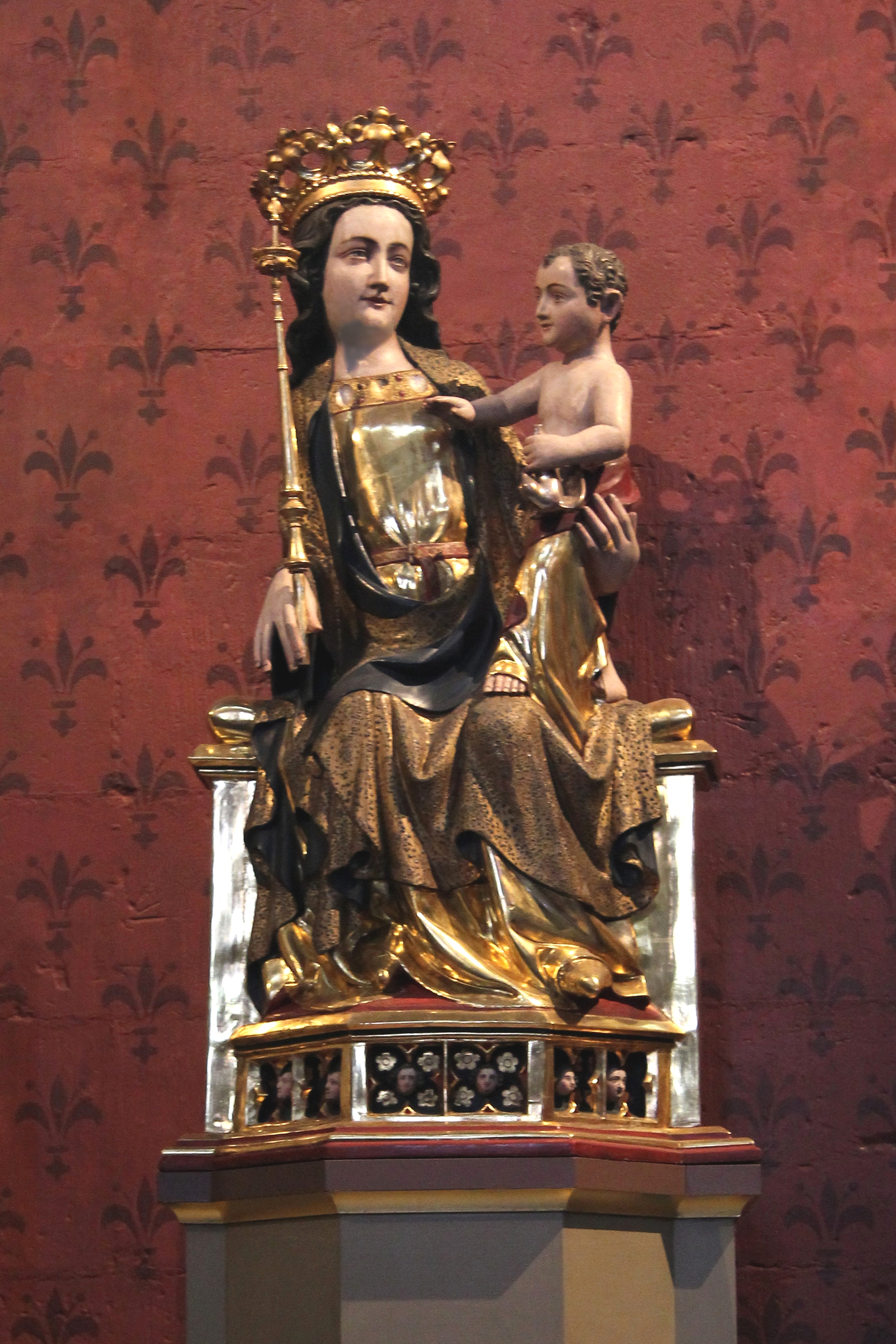
Madone intronisée, XIVe siècle, à l'église Liebfrauen